# Oxyagrion rubidum
Oxyagrion rubidum är en trollsländeart som först beskrevs av Jules Pièrre Rambur 1842.  Oxyagrion rubidum ingår i släktet Oxyagrion och familjen dammflicksländor. Inga underarter finns listade i Catalogue of Life.